# Pływanie na Letnich Igrzyskach Olimpijskich 1964 – 100 m stylem dowolnym kobiet
100 m stylem dowolnym kobiet – jedna z konkurencji pływackich rozgrywanych podczas XVIII Igrzysk Olimpijskich w Tokio. Eliminacje i półfinały odbyły się 12 października, a finał 13 października 1964 roku.
Na półmetku wyścigu, z przewagą pół metra nad Amerykanką Sharon Stouder, prowadziła Australijka Dawn Fraser. Na 30 metrów przed metą Stouder dogoniła Fraser, ale Australijka lepiej finiszowała i pierwsza dotknęła ściany basenu. Dawn Fraser pobiła rekord olimpijski czasem 59,5 i jako pierwsza pływaczka w historii zdobyła na trzech kolejnych igrzyskach złoty medal w tej samej konkurencji. Srebro wywalczyła Sharon Stouder, która także uzyskała w finale czas poniżej minuty (59,9). Brąz przypadł Kathleen Ellis ze Stanów Zjednoczonych (1:00,8).
Dzień wcześniej, podczas półfinałów Fraser jako pierwsza pływaczka w historii igrzysk przepłynęła dystans 100 m stylem dowolnym poniżej minuty (59,9).

## Rekordy
Przed zawodami rekord świata i rekord olimpijski wyglądały następująco:
| Rekord            | Zawodniczka | Czas   | Miejsce | Data             |       |
| ----------------- | ----------- | ------ | ------- | ---------------- | ----- |
| Rekord świata     | Dawn Fraser | 58,9   | Sydney  | 29 lutego 1964   | [ 2 ] |
| Rekord olimpijski | Dawn Fraser | 1:01,2 | Rzym    | 29 sierpnia 1960 | [ 3 ] |

W trakcie zawodów ustanowiono następujące rekordy:
| Data            | Etap konkurencji | Zawodnik    | Czas   | Rekord |
| --------------- | ---------------- | ----------- | ------ | ------ |
| 12 października | eliminacje       | Dawn Fraser | 1:00,6 | OR     |
| 12 października | półfinał 2       | Dawn Fraser | 59,9   | OR     |
| 13 października | finał            | Dawn Fraser | 59,5   | OR     |

## Wyniki

### Eliminacje
| Miejsce | Wyścig | Tor | Zawodniczka                | Państwo                       | Czas   | Uwagi |
| ------- | ------ | --- | -------------------------- | ----------------------------- | ------ | ----- |
| 1.      | 5      | 7   | Dawn Fraser                | Australia                     | 1:00,6 | Q,    |
| 2.      | 1      | 7   | Kathleen Ellis             | Stany Zjednoczone             | 1:01,5 | Q     |
| 3.      | 5      | 4   | Marion Lay                 | Kanada                        | 1:02,1 | Q     |
| 4.      | 6      | 6   | Sharon Stouder             | Stany Zjednoczone             | 1:02,3 | Q     |
| 5.      | 6      | 5   | Lyn Bell                   | Australia                     | 1:02,4 | Q     |
| 6.      | 2      | 5   | Ann-Christine Hagberg      | Szwecja                       | 1:02,5 | Q     |
| 7.      | 4      | 2   | Erica Terpstra             | Holandia                      | 1:02,5 | Q     |
| 8.      | 6      | 7   | Csilla Madarász-Bajnogel   | Węgry                         | 1:02,5 | Q     |
| 9.      | 4      | 4   | Judit Turóczy              | Węgry                         | 1:02,9 | Q     |
| 10.     | 1      | 2   | Martina Grunert            | Wspólna Reprezentacja Niemiec | 1:03,1 |       |
| 11.     | 1      | 6   | Daniela Beneck             | Włochy                        | 1:03,2 | Q     |
| 12.     | 2      | 7   | Rita Schumacher            | Wspólna Reprezentacja Niemiec | 1:03,5 | WD    |
| 13.     | 5      | 2   | Katalin Takács             | Węgry                         | 1:03,5 | Q     |
| 14.     | 3      | 3   | Jeanne Hallock             | Stany Zjednoczone             | 1:03,6 | Q     |
| 15.     | 3      | 7   | Robyn Thorn                | Australia                     | 1:03,7 | Q     |
| 16.     | 6      | 4   | Ann-Charlotte Lilja        | Szwecja                       | 1:03,7 | Q     |
| 17.     | 1      | 4   | Winnie van Weerdenburg     | Holandia                      | 1:03,8 | WD    |
| 18.     | 4      | 1   | Ulla Jäfvert               | Szwecja                       | 1:03,8 | Q     |
| 19.     | 4      | 5   | Natalja Bystrowa           | ZSRR                          | 1:04,0 |       |
| 20.     | 3      | 5   | Natalja Ustinowa           | ZSRR                          | 1:04,2 |       |
| 21.     | 6      | 1   | Helen Kennedy              | Kanada                        | 1:04,2 |       |
| 22.     | 2      | 3   | Anneliese Rockenbach       | Wenezuela                     | 1:04,3 |       |
| 23.     | 2      | 6   | Paola Saini                | Włochy                        | 1:04,4 |       |
| 24.     | 1      | 3   | Ryoko Urakami              | Japonia                       | 1:04,5 |       |
| 25.     | 2      | 4   | Sandra Keen                | Wielka Brytania               | 1:04,7 |       |
| 26.     | 5      | 8   | Toyoko Kimura              | Japonia                       | 1:04,8 |       |
| 27.     | 4      | 7   | Diana Wilkinson            | Wielka Brytania               | 1:05,0 |       |
| 28.     | 1      | 1   | Mary Beth Stewart          | Kanada                        | 1:05,1 |       |
| 29.     | 2      | 2   | Toos Beumer                | Holandia                      | 1:05,2 |       |
| 30.     | 3      | 4   | Kirsten Strange-Campbell   | Dania                         | 1:05,3 |       |
| 31.     | 3      | 6   | Traudi Beierlein           | Wspólna Reprezentacja Niemiec | 1:05,4 |       |
| 32.     | 5      | 6   | Marilyn Sidelsky           | Rodezja Południowa            | 1:05,5 |       |
| 33.     | 3      | 2   | Monique Piétri             | Francja                       | 1:05,8 |       |
| 34.     | 4      | 3   | Mara Sacchi                | Włochy                        | 1:05,9 |       |
| 35.     | 5      | 1   | Linda Amos                 | Wielka Brytania               | 1:06,1 |       |
| 36.     | 4      | 8   | Hrafnhildur Guðmundsdóttir | Islandia                      | 1:06,4 |       |
| 37.     | 6      | 2   | Miyoko Azuma               | Japonia                       | 1:06,4 |       |
| 38.     | 5      | 5   | Rita Pulido                | Hiszpania                     | 1:06,7 |       |
| 39.     | 2      | 1   | Ann Lallande               | Portoryko                     | 1:06,8 |       |
| 40.     | 3      | 1   | Christl Paukerl            | Austria                       | 1:07,3 |       |
| 41.     | 4      | 6   | Rosario de Vivanco         | Peru                          | 1:09,0 |       |
| 42.     | 5      | 3   | Margaret Harding           | Portoryko                     | 1:11,7 |       |
| 43.     | 6      | 8   | Jovina Tseng               | Malezja                       | 1:13,9 |       |
| 44.     | 1      | 5   | Im Geum-ja                 | Korea Południowa              | 1:16,1 |       |

### Półfinały

#### Półfinał 1
| Miejsce | Tor | Zawodniczka              | Państwo           | Czas   | Uwagi |
| ------- | --- | ------------------------ | ----------------- | ------ | ----- |
| 1.      | 4   | Dawn Fraser              | Australia         | 59,9   | Q,    |
| 2.      | 5   | Marion Lay               | Kanada            | 1:02,2 | Q     |
| 3.      | 3   | Lyn Bell                 | Australia         | 1:02,3 | Q     |
| 4.      | 6   | Csilla Madarász-Bajnogel | Węgry             | 1:02,4 | Q     |
| 5.      | 1   | Jeanne Hallock           | Stany Zjednoczone | 1:02,9 |       |
| 6.      | 7   | Daniela Beneck           | Włochy            | 1:02,9 |       |
| 7.      | 2   | Judit Turóczy            | Węgry             | 1:03,0 |       |
| 8.      | 8   | Robyn Thorn              | Australia         | 1:03,9 |       |

#### Półfinał 2
| Miejsce | Tor | Zawodniczka           | Państwo                       | Czas   | Uwagi |
| ------- | --- | --------------------- | ----------------------------- | ------ | ----- |
| 1.      | 5   | Sharon Stouder        | Stany Zjednoczone             | 1:01,4 | Q     |
| 2.      | 3   | Erica Terpstra        | Holandia                      | 1:02,3 | Q     |
| 3.      | 4   | Kathleen Ellis        | Stany Zjednoczone             | 1:02,5 | Q     |
| 4.      | 6   | Ann-Christine Hagberg | Szwecja                       | 1:02,8 | Q     |
| 5.      | 2   | Martina Grunert       | Wspólna Reprezentacja Niemiec | 1:03,1 |       |
| 6.      | 7   | Katalin Takács        | Węgry                         | 1:03,3 |       |
| 7.      | 1   | Ann-Charlotte Lilja   | Szwecja                       | 1:03,9 |       |
| 8.      | 8   | Ulla Jäfvert          | Szwecja                       | 1:04,6 |       |

### Finał
| Miejsce | Tor | Zawodniczka              | Państwo           | Czas   | Uwagi |
| ------- | --- | ------------------------ | ----------------- | ------ | ----- |
| 1. !    | 4   | Dawn Fraser              | Australia         | 59,5   | OR    |
| 2. !    | 5   | Sharon Stouder           | Stany Zjednoczone | 59,9   |       |
| 3. !    | 1   | Kathleen Ellis           | Stany Zjednoczone | 1:00,8 |       |
| 4.      | 2   | Erica Terpstra           | Holandia          | 1:01,8 |       |
| 5.      | 3   | Marion Lay               | Kanada            | 1:02,2 |       |
| 6.      | 7   | Csilla Madarász-Bajnogel | Węgry             | 1:02,4 |       |
| 7.      | 8   | Ann-Christine Hagberg    | Szwecja           | 1:02,5 |       |
| 8.      | 6   | Lyn Bell                 | Australia         | 1:02,7 |       |